# 曹承亞
曹承亞（韩语：／ Jo Seung-a；1998年8月8日—），大韓民國首爾特別市出身、金大容六段門下、韓國棋院所屬的職業棋士七段。

## 經歷
在沖岩圍棋道場學習後，於2010年成為韓國棋院研究生。
2016年入段成為職業棋士。
2019年3月，代表韓國隊參加第二屆吳清源杯。
2022年5月，代表韓國隊參加第五屆吳清源杯。